# Satellaview
De Satellaview is een randapparaat en satellietmodem dat werd gefabriceerd door Nintendo voor de Japanse Super Famicom van 1995 tot 2000. Het apparaat voorzag in een online dienst waarmee men computerspellen, tijdschriften en andere content kon downloaden.
De Satellaview was een samenwerking tussen Nintendo en St.GIGA en kreeg ondersteuning van ontwikkelaars als Squaresoft, Taito, Konami, Capcom en Seta. Men prees de technologische prestaties en de kwaliteit van de spellen.
Door de hoge prijs van het apparaat en de hevige concurrentie van de Sega Saturn en Sony PlayStation verkocht het minder goed dan verwacht. De productie stopte eind juni 2000.

## Technische specificaties
- 1 megabyte ROM
- 512 kilobyte RAM
- aansluiting voor een BS-tuner (satelliet)
- geheugencartridges met 8 megabyte voor het opslaan van gegevens

## Spellen en diensten
Er zijn in totaal 114 spellen verschenen voor de Satellaview. Een aantal hiervan zijn remakes van bestaande spellen, of spellen die zijn aangepast voor de dienst. Nintendo produceerde Satellaview-versies van enkele populaire franchises, zoals Kirby, F-Zero, Fire Emblem, The Legend of Zelda en Super Mario Bros. Naast spellen had men ook toegang tot digitale tijdschriften, zoals Famitsu en Nintendo Power.

## Nalatenschap
Ondanks dat er op het hoogtepunt in 1997 circa 100.000 abonnees waren, beschouwde Nintendo de Satellaview als een commerciële flop. De populariteit van het apparaat steeg enigszins eind jaren 2000 omdat veel van de inhoud als verloren wordt beschouwd. Door middel van dumping van spellen proberen enkele groepen alsnog om inhoud op te slaan om deze digitaal te conserveren.